# 1961 Дюфур
1961 Дюфур  (1961 Dufour) — астероїд головного поясу, відкритий 19 листопада 1973 року.
Тіссеранів параметр щодо Юпітера — 3,174.